# Éthique de l'environnement
L’éthique de l'environnement ou éthique environnementale (anglais : environmental ethics) est une branche de la philosophie de l'environnement, principalement formalisée dans le monde anglo-américain et australien au XXe siècle. Elle se veut une nouvelle éthique relative à la protection de l'environnement.
Elle concerne directement, ou indirectement, les rapports entre idéologies, cultures et actions humaines (individuelles et collectives) avec l'environnement et les êtres naturels. Ces derniers sont pris en compte individuellement, mais aussi et de plus en plus collectivement et dans leurs interactions complexes au travers des communautés ou associations écologiques et plus récemment au travers de la biosphère. 
Bien au-delà d'un simple déploiement de l'éthique appliquée, l'éthique environnementale examine les rapports « homme-nature » en cherchant également à considérer les besoins propres de la nature. Elle analyse les rapports de l'espèce humaine avec les entités naturelles vivantes sous l'angle de tous leurs impacts, dans l'espace et dans le temps, et à l'aune de valeurs morales. En cela, elle se démarque des approches anthropocentriques du vivant nées en Europe et centrées sur l'Homme et ses besoins. Elle intègre les apports des sciences et techniques et en particulier de l'écologie et de la biologie de la conservation. 
L'éthicien qui s'intéresse au statut des entités naturelles vivantes, peut alors dans cette perspective attribuer l'équivalent de valeurs intrinsèques aux espèces ou systèmes naturels, valeurs que l'on pourrait, voudrait ou devrait éventuellement accorder ou reconnaître à ces êtres de nature ou (espèces sauvages ou domestiques, écosystèmes, biosphère) qui les composent, ainsi qu'aux fonctions ou services écologiques et aménitaires qu'ils rendent.
Cette approche pose ou repose donc la question des droits et devoirs de l'homme vis-à-vis des espèces, de la naturalité et des frontières posées par l'homme entre lui-même et ce qu'il perçoit comme la nature ou l'environnement. Elle peut élargir les principes de prévention et de précaution au monde vivant, y compris pour des espèces non jugées vitales ou utiles pour l'homme. En cela, la personne adhérant à une éthique de l'environnement peut élargir sa sphère de considération morale et donc avoir de nouveaux devoirs envers des entités n'étant pourtant pas des agents moraux mais seulement des patients moraux, contrairement à l'usage qui est de penser que seuls les agents moraux (individus ayant des devoirs) seraient des patients moraux (bénéficiaires de droits). 
D'après Gérald Hess, plusieurs paradigmes proposent d'étendre le champ de notre considération morale au delà des humains :  
- Le Pathocentrisme propose de considérer les êtres vivants sensibles comme des patients moraux. C'est le cas des philosophes de la condition animale s'inscrivant dans la continuité de la critique du spécisme initiée par Richard Ryder (Peter Singer, Tom Regan, Martha Nussbaum).
- Le Biocentrisme propose de considérer les êtres vivants (y compris non-sensibles) comme des patients moraux envers lesquels nous devrions avoir des devoirs (Paul W. Taylor, Robin Attfield).
- L'Ecocentrisme (propose de considérer la planète ou les écosystèmes comme des entités bénéficiaires de droits moraux, donc des patients moraux (Arne Naess, James Lovelock, Michel Serres)[3]

## Contexte et histoire
Dès le XIXe siècle, des mouvements de protection de la nature se créent en réaction à l'industrialisation rapide en Europe et aux États-Unis. La pensée écologique et l'éthique environnementale sont animées par de nombreux courants et doctrines. Dans les années 1960 et 1970, aux États-Unis principalement mais aussi en Norvège, des philosophes comme Lynn White, Arne Naess, Richard Sylvan (en) et John Baird Callicott ont commencé à théoriser et formaliser le concept d'éthique environnementale, sous l'influence de penseurs du XXe siècle comme Aldo Leopold, Rachel Carson, ainsi que Thoreau (XIXe siècle). L'éthique de l'environnement réagit à une éthique anthropocentrée, qu'elle estime incomplète ou insuffisante. Elle essaye de démontrer que la nature a une valeur morale. Ces doctrines s'intéressent à comprendre et critiquer les sources et justifications des différentes causes de dégradation de l'environnement par l'homme.
L'un des fondateurs de l'éthique environnementale est le philosophe néo-zélandais Richard Routley (en), qui à un congrès de philosophie à Sofia en 1973 crée la polémique avec une intervention titrée « Is there a need for a new, an environmental ethic ? », introduisant l'idée que la nature peut être considérée comme un objet moral, dignité jusqu'ici réservée aux êtres conscients dans la philosophie morale occidentale. 
Le champ de l'éthique environnementale émerge alors rapidement dans les pays anglo-saxons, et la revue académique Environmental Ethics est créée par Eugene Hargrove en 1979. 
Alors que la connaissance scientifique des écosystèmes s'étend, la pensée écologique accorde une priorité croissante à la compréhension des chaînes de causes et conséquences. Cette pensée s'intéresse aux systèmes adaptatifs naturels, des échelles génétiques à celle de la biosphère, en y intégrant l'être humain et ses impacts ainsi que ses modes de pensée et d'action. Avec l'éthique environnementale, les philosophes tendent à redéfinir le rapport de l'homme avec la nature, en tenant compte de la perception globale et de l'interdépendance de l'ensemble des activités locales[réf. nécessaire].
La notion d'éthique environnementale recouvre des notions et principes hétérogènes et ne semble pas avoir été reçue de la même manière dans les pays anglo-saxons et latins. Elle a dans le monde échangé avec des courants tels que l'écologie profonde, le féminisme, l'écologie sociale et politique. De la valeur des faits, elle retient et reconnaît l'étendue et la gravité de la pollution de l'environnement et de la crise environnementale. Elle cherche à en comprendre les racines, plus profondes que ne le laissent penser les explications économistes de surexploitation irraisonnée de ressources lentement renouvelables[réf. nécessaire].
En France, le livre de Luc Ferry Le Nouvel Ordre écologique critique ces courants en 1992. L'auteur les assimile à un anti-humanisme autoritaire, ce qui semble avoir freiné ces échanges et sa diffusion, mais elle s'est exprimée sous diverses formes, et était une des motivations d'une partie des acteurs du Grenelle de l'environnement.
En 2001, le célèbre ouvrage de Karl Jacoby intitulé "Crimes contre la nature" introduit la notion d'écologie morale qui insiste sur l'existence d'une pensée écologiste au-delà des élites et des institutions officielles d'Etat. La notion est transposée pour la première fois en 2022 dans le monde académique francophone.
L'éthique environnementale évolue dans un contexte où la pensée écologique et le discours écologiste sont de plus en plus perceptibles dans la culture, dans les médias et processus de décision et de construction. 
Elle reconnaît par les sciences les systèmes évolutifs et s'occupe de la pollution réelle. Sur un territoire également occupé par l'écologisme, l'éthique environnementale oriente le discours vers le sens de nos actions. Elle accorde autant d'importance à la façon de penser qu'à l'objet pensé, ce qui peut conduire à modifier les façons d'interagir avec l'environnement[réf. nécessaire].

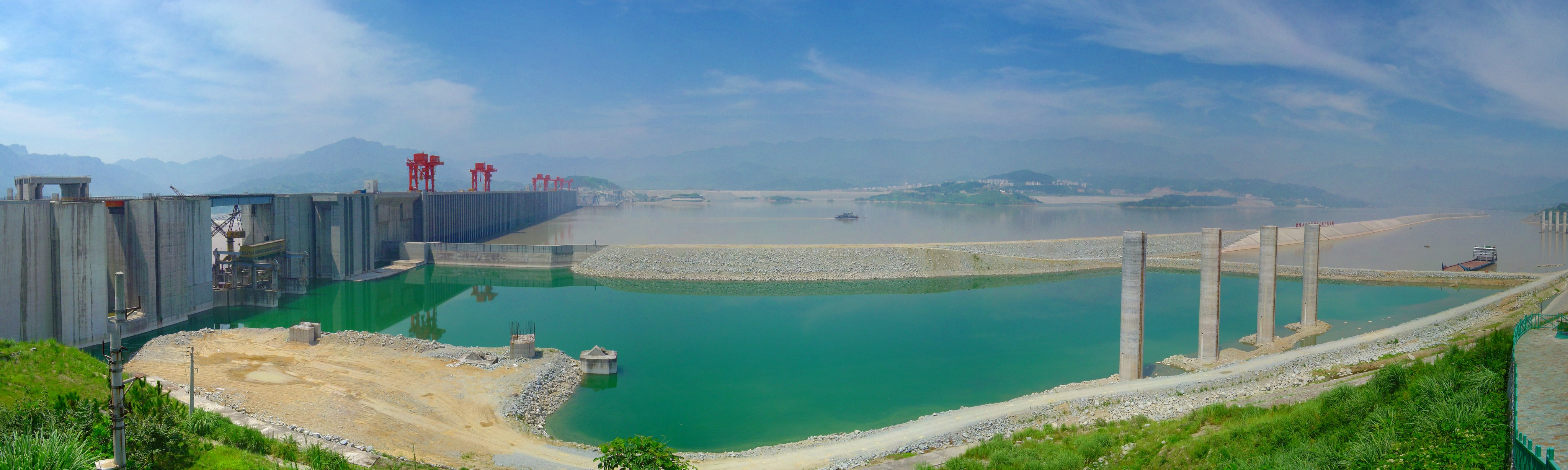
La réalisation du barrage des Trois-Gorges en Chine centrale a concerné un million de personnes, aux fins de production hydroélectrique. Les grands barrages ont aussi des impacts très importants sur l'environnement.

Quelques grandes approches de l'éthique environnementale peuvent être énumérées :
- le biocentrisme
- l'écocentrisme
- l'écoféminisme
- l'écologie profonde (deep ecology)
- l'écothéologie et la théologie de l'environnement
- l'éthique environnementale des vertus[g 1]
- le pragmatisme[8].

## Fondements philosophiques

### Position par rapport aux doctrines modernes
L'éthique de l'environnement se positionne de façon critique par rapport aux grandes philosophies modernes concernant la morale, la nature et la technique.
Le précurseur américain de l'éthique environnementale Henry David Thoreau présente dans son récit Walden la « vie dans les bois » de façon rousseauiste. Pour Rousseau, qui décrit une approche sentimentale de la nature, certes l'animal est une « machine ingénieuse » selon l'expression cartésienne, mais son caractère d'être sensible interdit à l'homme de le considérer comme une simple chose et de le maltraiter. La différence entre l'homme et l'animal, pour Rousseau, n'est que quantitative sur le plan de l'intelligence. Ce qui distingue essentiellement l'homme, c'est sa capacité d'abstraction, sa liberté d'agir ou de ne pas agir ; c'est aussi sa capacité de perfectionner la technologie au cours de sa vie (éducation) et d'effectuer ce transfert d'une génération à l'autre (histoire). 

Les environnementalistes reprennent à Kant la notion de valeur intrinsèque mais rejettent son anthropocentrisme. Kant fonde son éthique sur la volonté rationnelle et la liberté. Les animaux, qui en sont dépourvus selon lui, ne sont donc que des choses et non des personnes : les hommes peuvent les utiliser comme moyens. Il écrit ainsi : 
« Les êtres dont l’existence dépend, à vrai dire, non pas de notre volonté, mais de la nature, n’ont cependant, quand ce sont des êtres dépourvus de raison, qu’une valeur relative, celle de moyens, et voilà pourquoi on les nomme des choses. »
Cependant, Kant admet l'existence de devoirs indirects envers les animaux : il affirme que si nous faisons preuve de cruauté envers eux, nous émoussons en nous la disposition naturelle à la sympathie, ce qui nous rend également cruels envers les autres êtres humains. Il rejette la torture, les expérimentations inutiles et tout travail qui excéderait les forces des animaux. Kant inspirera les approches déontologiques en éthiques environnementales et animales.
À la fin du XVIIIe siècle, Jeremy Bentham se pose la question : les animaux « peuvent-ils souffrir ? » Si oui, la perspective utilitariste du « plus grand bonheur pour le plus grand nombre » devrait prendre en compte leur bien-être au même titre que celui des humains. Bentham inspirera les approches utilitaristes en éthiques environnementales et animales, comme celle de Peter Singer.
Au XIXe siècle, le biologiste Claude Bernard soutient au contraire qu'« il est essentiellement moral de faire sur un animal des expériences, quoique douloureuses et dangereuses pour lui, dès qu'elles peuvent être utiles pour l'homme ». Il n'admet pas de devoirs envers le vivant non humain. De façon plus générale, le positivisme est accusé par le philosophe polonais Henryk Skolimowski, du courant de l'écothéologie, de subordonner les valeurs aux connaissances. Il écrit dans son livre Éco-philosophie et Éco-théologie (1971) que « l'augmentation des connaissances dans le monde de la physique s'est faite au détriment des valeurs humaines ». Cette idéologie porte selon lui une responsabilité dans le mépris pour la nature et le vivant.

### Éthique environnementale dans le monde anglo-saxon

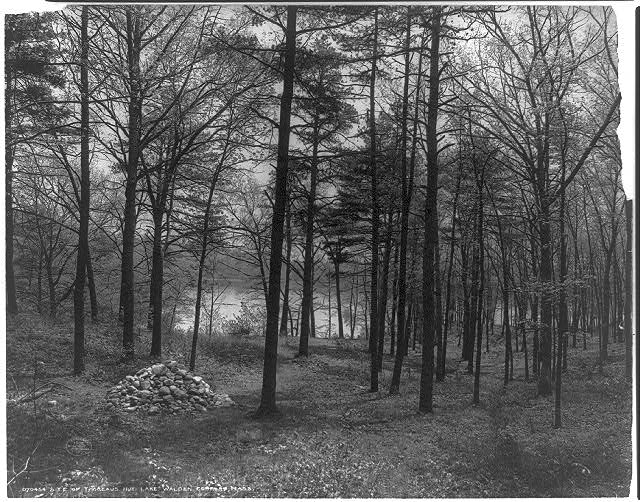
La « baie de Thoreau », à proximité de l'étang de Walden. Thoreau y a construit sa cabane en 1845. Photo de 1908.

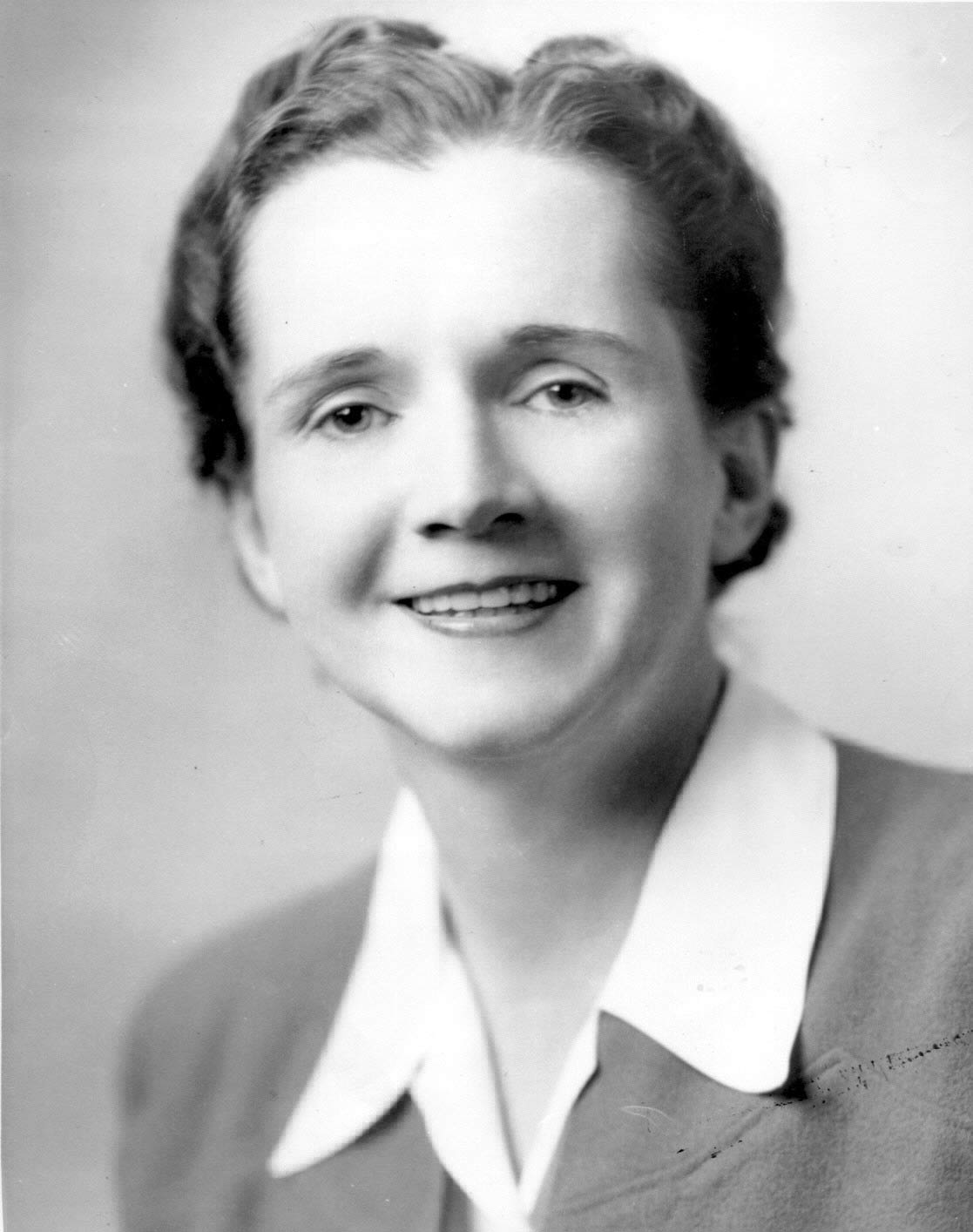
Rachel Carson, l'une des principales inspiratrices de l'éthique environnementale. Photo officielle du FWS, vers 1940.

L'éthique environnementale, au XXe siècle, s'est surtout développée dans le monde anglo-saxon sous l'influence de deux sources : la pensée utilitariste anglo-saxonne et la tradition du romantisme américain, depuis Thoreau et John Muir, fascinée par la nature sauvage (wilderness) perdue en Europe et retrouvée à grande échelle par les pionniers aux États-Unis. Cette tradition nourrit la volonté de respecter et de préserver les espaces naturels.
Catherine Larrère, spécialiste d'éthique environnementale, explique qu'après la Seconde Guerre mondiale, sont constatées des transformations majeures qui inquiètent et poussent au développement d'une pensée environnementale. Ces transformations sont principalement l'« extension et [la] multiplication des pollutions, [l']épuisement des ressources, [les] disparitions ou destructions irréversibles ». Dans les années 1960, le livre de la biologiste Rachel Carson Printemps silencieux qui dénonce l'usage des pesticides DDT (1962), et l'article « The Historical Roots of our Ecological Crisis » de l'historien des techniques médiévales Lynn White (1967) fondent la pensée écologique et préparent le terrain pour « une réflexion philosophique sur ces questions environnementales ».
Dans les années 1970, plusieurs penseurs construisent une philosophie à vocation écologique. Le philosophe norvégien Arne Naess fonde l'écologie profonde dans « The Shallow and the Deep, Long Range Ecology Movement: A Summary » (1973). Le néo-zélandais Richard Sylvan (en) (ou Richard Routley) fait une conférence, en 1973 également, intitulée « Is There a Need for a New, an Environmental, Ethic? ». Il soutient que les limites de notre action sur la nature ne sont pas seulement celles de notre puissance technique. Il affirme que nous avons des devoirs envers la nature et qu'elle a une valeur morale. Il imagine « Mr Last Man », le dernier homme sur terre. Richard Sylvan soutient qu'il est moralement condamnable s'il se met à détruire les plantes et les animaux avant de mourir.
La revue Environmental Ethics est fondée en 1979 et publie des contributions majeures dans le domaine de l'éthique environnementale.

### Éthique environnementale et éthique animale
L'éthique environnementale se développe conjointement avec l'éthique animale ou animalisme dans les années 1970. La construction de philosophies qui appellent à une prise de conscience par rapport à la façon dont nous traitons les animaux et la nature se fait simultanément.
Le philosophe australien Peter Singer publie d'abord un article intitulé « Animal Liberation » (1973), puis deux ans plus tard La Libération animale (1975). Il reprend et développe les vues utilitaristes de Jeremy Bentham, pour fonder une éthique animale. Selon lui, la dignité d'être moral ne naît pas de la raison, puisque nous ne l'attribuons pas à des enfants ou à des fous, mais de la sensibilité, et, par extension, de la capacité à souffrir. Par analogie avec les théories racistes ou sexistes qui refusent la prise en considération égale des intérêts des Noirs ou des femmes, Singer désigne sous le nom de spécisme (speciesism) un comportement qui donne plus de poids aux intérêts humains qu'à ceux des animaux.
Tom Regan, philosophe américain anti-utilitariste, est l'auteur de l'ouvrage Les Droits des animaux (en) (1983). Il place la valeur de l'individu non dans la maximisation des plaisirs, mais dans un certain accomplissement de vie qui fait de l'individu un « sujet de vie » : a une valeur l'être qui a conscience de soi, désire et construit son avenir. Les mammifères et en particulier les primates entrent dans cette catégorie. Cette dignité, dans la tradition kantienne, interdit de le traiter comme un moyen et lui confère des droits moraux. Il en déduit l'interdiction de les chasser, les élever ou de les consommer. Regan appartient à l'éthique déontologique.
L'éthique environnementale biocentrique refuse cependant de ne prendre en considération que le critère de la sensibilité pour accorder aux individus une considération morale. Il s'agit d'un point de désaccord avec l'éthique animale, particulièrement celle de Peter Singer. Les végétaux et les organismes monocellulaires « déploient [...] des stratégies adaptatives complexes » tout comme les animaux et les organismes complexes. Les êtres vivants sont donc tous des « fin[s] en soi », selon le biocentrisme, résume Catherine Larrère.
Aux éthiques individualistes s'opposent des éthiques de l'espèce ou de l'écosystème. La Land Ethic d'Aldo Leopold associe dans une même « communauté biotique » le chasseur, le gibier et le milieu naturel dans lequel ils évoluent. Chasser n'est pas illégitime, mais l'homme doit s'inscrire dans le monde naturel sans le bouleverser contrairement à ce que fait l'agriculteur ou l'industriel par exemple. Leopold a beaucoup influencé le philosophe John Baird Callicott, considéré comme un pionnier de l'éthique environnementale contemporaine aux États-Unis[réf. nécessaire].

### Éthique environnementale en France et en Allemagne
En France, l'épistémologue Georges Canguilhem publie l'article « La question de l'écologie » en 1974, et participe à la formation du débat. L'écologiste René Dubos formule l'idée du « penser global, agir local ».
En Allemagne, l'éthique de l'environnement compte les principes éthiques généraux définis par le philosophe allemand Hans Jonas dans Le Principe responsabilité : Une éthique pour la civilisation technologique (Das Prinzip Verantwortung) en 1979. Jonas parle déjà en 1979 de « la question de l'accroissement de l'effet de serre ». Hicham-Stéphane Afeissa fait remarquer que l'œuvre de Jonas possède des affinités avec l'éthique environnementale anglo-saxonne, mais « n'a exercé sur cette dernière aucune influence significative ».
Luc Ferry critique Hans Jonas dans Le Nouvel Ordre écologique (1992). Il soutient que l'écologie politique a des visées totalitaires et que les thèses de Jonas sont des « professions de foi en faveur des régimes communistes ». Le journaliste Hervé Kempf critique cependant les erreurs et les sophismes de Luc Ferry, et Catherine Larrère remarque que, rétrospectivement, ses « amalgames étaient sans fondement, et [...] ses menaces ont tourné court ». 
Jean-Claude Génot défend une éthique de la wilderness ou du « sauvage », dans Quelle éthique pour la nature ? (2003). Son objectif est de « protéger la nature contre l'homme ». Quant à Bruno Latour, il se rattache selon Catherine Larrère aux éthiques contextuelles et relationnelles de par ses positions pragmatiques.

## Grands courants de l'éthique de l'environnement

### Biocentrisme
Le biocentrisme (ou éthique biocentrique) s'oppose au « chauvinisme humain » et à la position « anthropocentrique » qui consiste à n'accorder de dignité morale qu'aux êtres humains et à considérer la nature uniquement comme « un ensemble de ressources », selon Catherine Larrère. Cette position est par exemple celle de Kant qui n'admet de valeur intrinsèque que pour les humains et non pour les êtres dépourvus de raison, étant donné que pour lui seul un sujet moral peut aussi être traité comme objet moral.
Le biocentrisme pense au contraire que les êtres vivants ont une valeur intrinsèque et sont dignes de considération morale. Son point de départ pour montrer cela est que les organismes cherchent à conserver leur propre existence, ils utilisent des moyens en vue d'une fin. Les êtres vivants sont définis comme les équivalents fonctionnels d'« ensembles d'actes intentionnels ». Le philosophe américain Holmes Roston III est le défenseur d'une telle éthique. Le biocentrisme peut être résumé ainsi : « Tout individu vivant est, à égalité avec tout autre, digne de considération morale ». Paul Taylor est un aussi représentant important du biocentrisme et insiste sur la notion de valeur intrinsèque, notion présente également chez Hans Jonas.
Le biocentrisme se classe parmi les éthiques déontologiques puisqu'il est fondé sur le « respect de la nature », et pose les problèmes d'éthique environnementale en matière de principes moraux. Christopher J. Preston soutient que penser par le prisme de valeurs intrinsèques « motive » les militants environnementalistes, notamment d'Earth First!, Greenpeace et The Wilderness Society. La Convention sur la diversité biologique de Rio de Janeiro en 1992 affirme dans son article 1 « la valeur intrinsèque de la biodiversité », preuve selon Catherine Larrère d'une influence directe du biocentrisme sur le traitement politique et juridique des questions environnementales.
Le biocentrisme ne s'oppose pas nécessairement à toute intervention humaine sur la nature. Il exige cependant que toute intervention qui sacrifierait un être vivant soit justifiée, et que le bénéfice en soit démontré. Le biocentrisme vise la protection des espèces et se traduit, puisqu'il est fondé sur un principe moral, par des interdictions (par exemple du prélèvement individuel d'une composante d'une espèce). Cependant, le biocentrisme doit faire face à deux objections : d'abord, la pratique nous oblige à choisir entre plusieurs scénarios possibles et à hiérarchiser les valeurs, tandis que le biocentrisme veut traiter tout être vivant à égalité. Enfin, « protéger la nature » implique de prendre en compte l'écosystème qui inclut le non-vivant, et le vivant en tant que populations et non en tant qu'individus. Or, le biocentrisme ne prend pas en compte le non-vivant et c'est une éthique individualiste.

### Écocentrisme

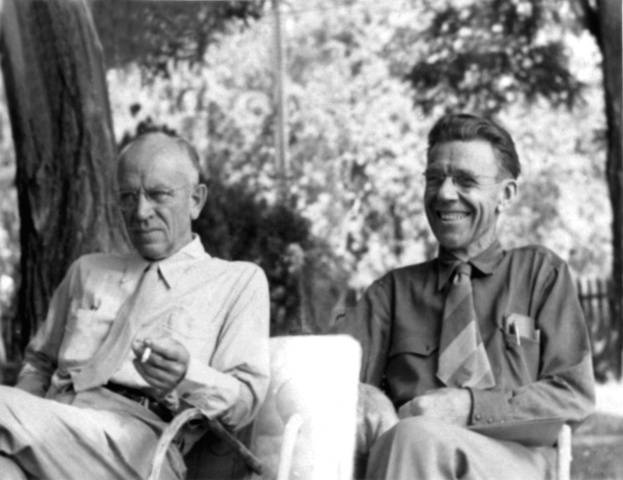
Aldo Leopold (à gauche), fondateur de la Land Ethic, et. Photo du FWS datant de 1946.

Le fondateur de l'écocentrisme (ou éthique écocentrique) en éthique environnementale est Aldo Leopold, philosophe et garde forestier américain, auteur de l'Almanach d'un comté des sables (1949, posthume). Leopold invente le concept de « communauté biotique » pour désigner l'ensemble formé par les vivants, humains et non-humains, et l'environnement. Contrairement au biocentrisme qui est une éthique individualiste, l'écocentrisme est une éthique holiste. La valeur n'est pas attribuée aux êtres séparés, mais à l'ensemble au sein duquel les êtres sont interdépendants. Leopold utilise l'image de la « montagne » pour symboliser cela : du point de vue de la montagne, les loups sont utiles car ils empêchent le surpâturage. Les chasseurs et les éleveurs ont donc tort selon Leopold de vouloir exterminer les loups.
La vision de Leopold est appelée « Éthique de la terre (en) » (Land Ethic). Elle consiste à élargir « les frontières de la communauté de manière à y inclure le sol, l’eau, les plantes et les animaux, ou, collectivement, la terre ». Elle est contemporaine de la constitution de l'écologie comme science, qui nous enseigne l'interdépendance des êtres vivants. Le philosophe John Baird Callicott analyse les références scientifiques de cette éthique et en repère trois principales : l'évolution de Charles Darwin, l'écologie scientifique et l'astronomie de Nicolas Copernic.

Leopold donne la définition suivante du juste (right) : 
« Une chose est juste lorsqu'elle tend à préserver l'intégrité, la stabilité et la beauté de la communauté biotique. Elle est injuste lorsqu'elle tend à l'inverse. »

Cependant, cette définition du juste dépend étroitement des conceptions écologiques de son époque, qui considère l'« équilibre de la nature », alors que l'écologie contemporaine considère les perturbations écologiques, selon Patrick Blandin. John Baird Callicott se propose ainsi de rectifier la définition de Leopold, il écrit : 
« Une chose est juste lorsqu'elle ne tend à perturber la communauté biotique qu'à des échelles temporelles et spatiales normales. Elle est injuste lorsqu'elle tend à l'inverse. »
Pour Leopold, la Land Ethic se confond avec l'écologie. Catherine Larrère la qualifie d'« éthique évolutionniste », car elle se rattache à l'émergence des « comportements sociaux » identifiée par Darwin dans La Filiation de l'homme,. Leopold veut dans son maître ouvrage éveiller les sentiments d'appartenance et de proximité des êtres humains avec la communauté biotique. Cette approche sentimentale se situe, selon Callicott, dans la continuité des éthiques de David Hume et Adam Smith (Théorie des sentiments moraux). Contrairement à une vision binaire des rapports sociaux qui oppose sommairement l'égoïsme à l'altruisme, l'écocentrisme utilise un large spectre de relations : « prédation, rivalité, parasitisme, mutualisme, symbiose, coopération... ». En définitive, l'écocentrisme appartient non pas aux éthiques déontologiques comme le biocentrisme qui pense selon des normes universelles et des interdits, mais aux éthiques conséquentialistes. L'écocentrisme prend comme critère moral significatif les « effets sur la communauté biotique ». L'écologiste n'est pas celui qui n'intervient pas sur la nature, mais celui qui est conscient de son intervention et de ses conséquences sur elle. Leopold écrit qu'« un écologiste est quelqu'un qui a conscience, humblement, qu'à chaque coup de cognée, il inscrit sa signature sur la surface de la terre ».
L'écocentrisme fait face à une objection principale, selon Catherine Larrère : puisqu'il s'agit d'une éthique holiste qui ne prend en compte que l'ensemble, elle risque de « sacrifier les individus au bien commun », voire les êtres humains aux autres espèces, puisque l'activité humaine est la première source de dégradations de la communauté biotique.

### Pragmatisme
Le pragmatisme en éthique environnementale ne refuse pas absolument l'anthropocentrisme, contrairement au biocentrisme et à l'écocentrisme. Il soutient que la valeur instrumentale n'est pas toujours opposée à la valeur intrinsèque, et n'est pas toujours synonyme de destruction ou d'exploitation. Le naturaliste par exemple a intérêt à ce que les espèces continuent d'exister, comme le rappelle Stephen Jay Gould. Celui qui recherche l'expérience subjective du sublime au sens kantien, dans la contemplation de la nature, a intérêt à ce que celle-ci soit préservée. Du coup, des pragmatistes comme Bryan G. Norton et E.C. Hargrove soutiennent un anthropocentrisme « élargi » pour le premier et « faible » pour le second, se distinguant ainsi de l'anthropocentrisme réducteur.
Le pragmatisme rejette les présupposés métaphysiques de la valeur intrinsèque : il s'agit selon eux d'une conception moniste et solitaire de la valeur. Celle-ci serait unique, et tributaire d'une recherche portant sur le fondement de la morale, qui ne sera pas accepté par le plus grand nombre. Le pragmatisme met l'accent sur la pluralité et le caractère relationnel des valeurs, qui doivent être mises au jour en contexte. Par exemple, la rareté ou l'abondance d'une plante dans un milieu donné modifie sa valeur.
L'éthique environnementale pragmatiste s'inspire des pères fondateurs du pragmatisme au XIXe siècle, à savoir Charles Sanders Peirce, William James et John Dewey. Le pragmatisme favorise la discussion argumentée et l'approche démocratique. Les pragmatistes environnementalistes pensent que la pluralité des théories et des visions n'empêche pas la convergence vers un même objectif, et le consensus quant à ce qu'il convient de faire. Ils pensent qu'au contraire, la recherche métaphysique d'une théorie qui emporterait nécessairement l'adhésion est plutôt une démarche sectaire. Cependant, il existe une objection au pragmatisme en éthique environnementale : il pourrait délaisser « l'enseignement principal des éthiques non anthropocentriques », c'est-à-dire l'idée que les non-humains sont des fins en soi.

### Éthique environnementale des vertus

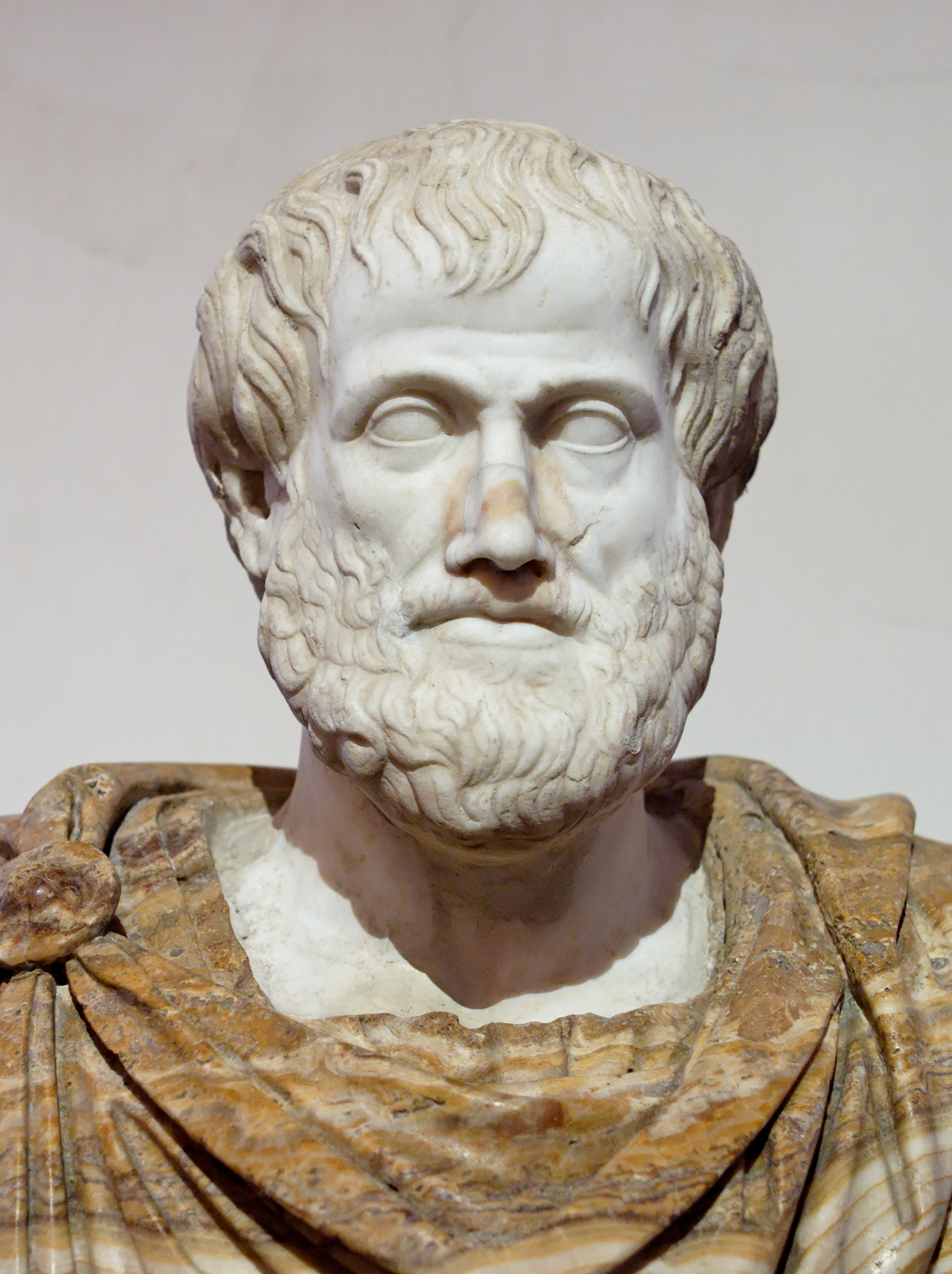
Buste d'Aristote, fondateur de l'éthique de la vertu, appliquée au XXe siècle à l'environnement. Copie romaine d'un original grec de Lysippe.

L'éthique environnementale des vertus est une tentative de penser l'éthique de l'environnement avec les outils conceptuels de l'éthique de la vertu. Cette version de l'éthique s'oppose aux approches déontologique et conséquentialiste en morale. Elle s'inspire de la philosophie d'Aristote développée dans l'Éthique à Nicomaque.
L'éthique environnementale des vertus rejette les principes et les règles abstraits pour se concentrer sur les traits de caractère de l'agent. En effet, pour agir ce dernier doit interpréter les règles. Mais pour interpréter les règles morales, l'agent doit déjà posséder les vertus appropriées à la situation. Jean-Yves Goffi écrit que l'agent « est à lui-même son propre recueil » de règles et de principes.
L'un des premiers penseurs de l'éthique environnementale des vertus est Thomas E. Hill Jr (en). En 1983, il imagine l'expérience de pensée suivante : un riche achète une propriété avec un jardin et des arbres centenaires qui lui font de l'ombre. Or, le riche aime le soleil et ne veut pas se tracasser à entretenir le jardin. Donc, il décide de tout raser et de mettre de l'asphalte à la place. Hill fait remarquer qu'un observateur ne manquerait pas de ressentir un « outrage » et un « malaise moral » (moral discomfort). Il manque au riche un trait humain considéré comme vertueux, c'est donc l'agent qui est pris en compte dans le jugement moral et non l'acte à proprement parler. Ce trait humain, selon Hill, est l'« humilité environnementale ». Le riche dans ce cas fait preuve au contraire d'« arrogance environnementale ». La vertu de l'humilité environnementale est définie comme la « reconnaissance de ses propres limites », alors qu'au contraire le vice de l'arrogance environnementale consiste à ne pas considérer la valeur en soi des choses et des êtres, indépendamment de leur utilité pour nous.
Jean-Yves Goffi ajoute que Thomas Hill identifie dans l'éthique environnementale la tempérance des Grecs qui s'oppose à l'hybris (la démesure). Parmi les vertus environnementales, en plus de l'humilité il y a aussi « l'appréciation esthétique de la nature et la reconnaissance envers ses beautés », ce qui relie l'éthique environnementale à l'esthétique environnementale. À la suite de Thomas Hill, Geoffrey B. Frasz cherche à compléter l'éthique environnementale des vertus en identifiant « les vices extrêmes entre lesquels se tient la vertu d'humilité ». En effet, Aristote déjà dans l'Éthique à Nicomaque définissait la vertu comme un juste milieu entre deux extrêmes. Pour Geoffrey B. Frasz, la vertu d'humilité est le juste milieu entre les extrêmes de la « fermeture d'esprit » et de la « fausse modestie ». Le premier extrême consiste à ne pas prendre en considération la valeur et les intérêts des êtres de la nature. Le second consiste à refuser de voir la « spécificité humaine ». Du coup, Geoffrey B. Frasz voit dans l'humilité une vertu d'ouverture (openness) par rapport à l'environnement.
Philip Cafaro rattache l'éthique environnementale à une téléologie : elle est la recherche de la vie bonne et se classe parmi les morales eudémonistes. Il veut montrer qu'« un environnementaliste n'est pas un ennemi de l'humanité, ni un rabat-joie ». Pour ce faire, il identifie une vertu principale chez chacun des trois « héros de la littérature environnementale ». Henry David Thoreau, auteur de Walden ou la Vie dans les bois, représente la « simplicité ». Pour Aldo Leopold, auteur de l'Almanach d'un comté des sables, c'est la « capacité à reconnaître l'excellence de la nature elle-même », et pour Rachel Carson, auteure de Printemps silencieux, c'est l'« humilité, affirmée face à la volonté arrogante de contrôler la nature ».

## Position de l'Église catholique
Selon le pape Jean-Paul II, qui prononce à ce sujet une allocution lors de la XXXIIe Journée mondiale de la paix le 1er janvier 1999, il existe une interaction constante de la personne humaine et de la nature :
« Placer le bien de l'être humain au centre de l'attention à l'égard de l'environnement est en réalité la manière la plus sûre de sauvegarder la création [et revient à stimuler] la responsabilité de chacun en ce qui concerne les ressources naturelles et leur usage judicieux. »
Pour Jean-Paul II, l'humanité se trouve actuellement à un point critique dans sa relation avec l'environnement, et il est urgent de jeter les bases d'une éthique de l'environnement.
Au sein de l'Église, l'Académie pontificale des sciences est chargée d'élaborer une éthique de la responsabilité environnementale auprès de la communauté scientifique.
Le pape François a développé la position de l'Église sur l'environnement, et plus généralement le développement durable en y intégrant les enjeux de justice sociale, dans l'encyclique Laudato si’ en 2015.

## Applications pratiques de l'éthique de l'environnement

### Généralités
L'application pratique de l'éthique en environnement relève de la compréhension de la convergence des cycles et des systèmes écologiques des espèces. Pour l'espèce humaine, c'est dans l'adaptation des cultures que les applications sont à développer. De façon pratique, l'empreinte écologique représente le bilan individuel et collectif à mesurer pour les activités, les projets et les orientations de développement proposées.
Dans le cas des cultures d'idéologie, la déclinaison pratique des principes philosophiques de l'éthique de l'environnement impose de se poser la question d'un niveau recherché ou à rechercher de qualité, et donc la question de l'état naturel originel de l'environnement considéré ; cela à la fois du point de vue des aspects physiques et écosystémiques et du point de vue éthique, soit : quels êtres vivants vivent ou devraient vivre dans cet environnement, avec quels impacts sur celui-ci, quelle « légitimité », voire nécessité, à y demeurer ? sur quelles surfaces ?, etc. C'est le champ de la naturalité qui commence à être exploité avec des outils scientifiques (écologie rétrospective, cartes de potentialité et de naturalité, importance des aspects fonctionnels des relations écosystémiques, incluant boucles de rétroactions entre climat et biodiversité).
Pour une entreprise et sa responsabilité sociale on voit que l'analyse fine du contexte spatial et temporel est très importante. Le domaine dit de l'écologie industrielle peut inclure une dimension éthique, mais non nécessairement (il peut s'agir d'un simple souci de gestion plus rationnelle en faisant en sorte que les déchets d'un processus deviennent source d'énergie ou de matière pour un autre. Néanmoins l'apparition d'écosociolabels (FSC par exemple dans le domaine du bois/papier et de la forêt, ou MSC pour la pêche) montre un intérêt croissant de certains acteurs pour une prise en compte transparente de principes éthiques dans le commerce et la gestion des ressources naturelles, incluant le respect des droits, des savoirs et des conditions de vie des populations autochtones.
Cette question découle du présupposé que d'une part l'environnement et d'autre part « la vie qui l'habite » (ou la fréquente habituellement) se co-construisent, profitent l'un à l'autre, ou à tout le moins ne se nuisent pas, soit : se supportent harmonieusement.

### Domaines concernés
Les domaines biophysique et humain de l'environnement constituent un dénominateur des trois piliers du développement durable raisonnable (avec l'économique, l'écologie et le social). Ils remontent au plus large et au plus haut niveau de préoccupation éthique, sur des sujets comme la gouvernance globale et locale mondiale, la justice, l'organisation de l'État et des collectivités territoriales, l'éducation, la culture et le pilotage des entreprises.
Compte tenu des répercussions négatives, actuelles et potentielles, de nombreuses activités humaines sur l'environnement, sur la santé et la sécurité humaine, le champ de l'éthique environnementale ouvre à la fois des secteurs d'applications dans les cultures et les sciences humaines et dans le domaine des technologies (nanotechnologies, biotechnologies, clonage; technologies numériques). En France, des instituts tels que le CNRS ou l'INRIA ont eux-mêmes recommandé en 2011 la création d'un comité d'éthique pluridisciplinaire sur la recherche dans les sciences et technologies du numérique notamment.

### Situation dans plusieurs régions du monde

#### En Australie et dans le monde anglo-saxon

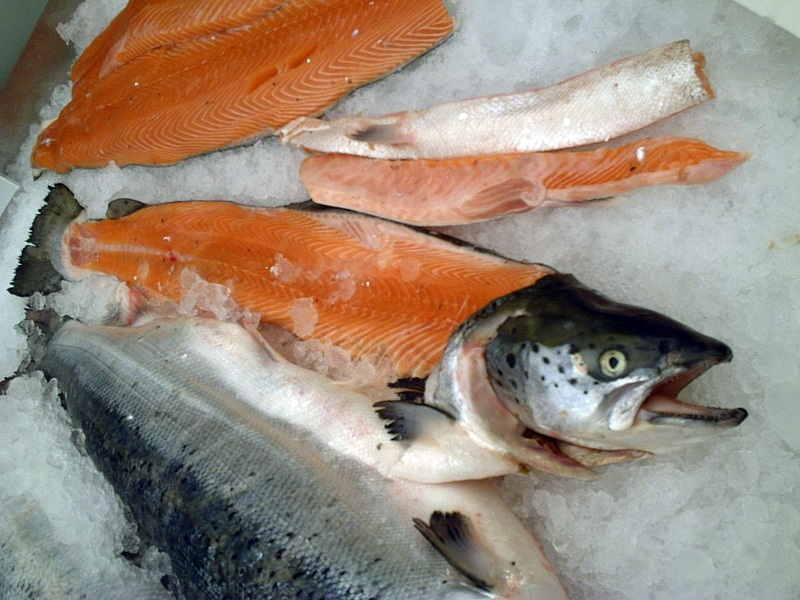
La société biotechnologique AquaBounty Technologies a développé des saumons, truites et tilapias génétiquement modifiés depuis 1996. Ayant effectué des reproductions stables sur 10 générations, elle tente de faire adopter par la Food & Drug Administration un saumon à croissance accélérée sous la marque AquAdvantage salmon (il s'agit d'un saumon atlantique ayant reçu des gènes de oncorhynchus tshawytscha). Cette démarche a suscité une levée de boucliers juridique en octobre 2010.

Une charte dite Charte des Verts mondiaux a été adoptée par 800 personnalités en avril 2001 à Canberra.
Par ailleurs, des travaux normatifs ont été réalisés en Australie sur la maîtrise des risques. Cette norme est une norme internationale (ISO).

#### En France
L'éthique de l'environnement est montée au plus haut niveau de préoccupation au sommet de la Terre de Johannesburg en août 2002. On se souvient aussi de l'influence exercée par Nicolas Hulot sur le président de la République Jacques Chirac, le grand public et jusque dans le processus du Grenelle de l'Environnement.
Des réflexions ont été menées depuis 2003 pour définir une charte de l'environnement. Après de multiples discussions, cette charte a été adoptée officiellement et a été incluse le 1er mars 2005 dans la constitution française.
Le fait que la charte soit placée au plus haut niveau de la pyramide des normes juridiques laisse présager de fortes évolutions dans le droit.
Mais ces évolutions sont pour certains contraires à la visée d'une éthique de l'environnement cohérente : ainsi, le chercheur indépendant Jean-Christophe Mathias, montre que les concepts juridiques employés pour traiter de cette problématique sont inopérants pour résoudre la crise environnementale contemporaine.
L'éthique de l'environnement a été intégrée dans des chartes d'éthique dans les entreprises, mais aussi dans des organisations représentatives de certains métiers comme Ingénieurs et scientifiques de France (IESF), avec la charte d'éthique de l'ingénieur, qui précise notamment que « L'ingénieur a conscience et fait prendre conscience de l'impact des réalisations techniques sur l’environnement » et « L'ingénieur inscrit ses actes dans une démarche de « développement durable » ».

### Conférence mondiale sur la biodiversité de Nagoya
La Conférence mondiale sur la biodiversité de Nagoya en 2010 propose 25 principes éthiques à intégrer volontairement dans tous « les cas d’activités/interactions avec les communautés autochtones et locales » concernant des questions liées à la biodiversité. 
Ces principes (résumés ci-dessous), sont présentés en annexe du projet de convention dans un chapitre intitulé « Éléments d’un code de conduite éthique propre à assurer le respect du patrimoine culturel et intellectuel des communautés autochtones et locales présentant un intérêt pour la conservation et l’utilisation durable de la diversité biologique ».
Ils ne sont pas opposables, mais de par le contexte qui les a fait proposer, et alors que l'information environnementale, les audits environnementaux prennent de l'importance, ils pourraient prendre une valeur et une force morales importantes. 
Ils ne vont pas jusqu'à proposer la rétroactivité qui aurait pu encourager les entreprises bénéficiant de brevets déjà déposés sur certaines ressources naturelles et génétiques à indemniser les populations locales ou les pays « fournisseurs », mais constituent un outil de plus pour décliner la convention de 1992. Ils pourraient contribuer à moraliser les relations entre l'économie et le vivant.
Les 25 principes éthiques proposés (non retenus pour l'instant) à Nagoya en 2010
- Respect des lois et règlements existants
- Propriété intellectuelle
- Non-discrimination
- Transparence/Divulgation complète
- Approbation & consentement préalable en connaissance de cause (qui ne doivent pas être « contraint, forcé, ou manipulé »).
- Respect interculturel
- Protection de la propriété (collective ou individuelle)
- Partage juste et équitable des avantages
- Protection
- Approche de précaution (déjà mise en avant dans le principe 15 de la Déclaration de Rio sur l'environnement et le développement)
- Reconnaissance des sites sacrés, des sites présentant une importance culturelle et des terres et des eaux traditionnellement occupées ou utilisées par des communautés autochtones et locales. Les terres et les eaux peu peuplées ne devraient pas être tenues pour désertes, car il peut s'agir de terres et d'eaux traditionnellement occupées ou utilisées par des communautés autochtones et/ou locales.
- Accès aux ressources traditionnelles Les communautés autochtones et locales devraient déterminer par elles-mêmes la nature et l’étendue de leur propre régime de droits sur les ressources, en fonction de leur(s) loi(s) coutumière(s)). (…) Les activités/interactions ne devraient pas nuire à l'accès aux ressources traditionnelles, sauf en cas d'approbation de la communauté concernée. Les activités/interactions devraient respecter les règles coutumières régissant l'accès aux ressources quand cela est exigé par la communauté concernée.
- Interdiction de déplacement arbitraire (pour des motifs de protection de la nature)
- Intendance/garde traditionnelle Cet article considère les communautés autochtones et locales comme intendants et gardiens des écosystèmes locaux, et invite à ce qu’elles puissent « participer activement à la gestion des terres et des eaux qu'elles occupent ou utilisent traditionnellement, y compris des sites sacrés et des aires protégées. Les communautés autochtones et locales peuvent également considérer certaines espèces de végétaux et d'animaux comme sacrées et, à titre d'intendantes de la diversité biologique, être responsables de leur bien-être et de leur viabilité […] ».
- Reconnaissance des structures sociales des communautés autochtones et locales – familles élargies, communautés et nations autochtones
- Dédommagement et/ou indemnisation (des communautés autochtones et locales en cas d’atteinte à leur patrimoine et ressources naturelles).
- Rapatriement (des informations nécessaires pour faciliter la récupération des connaissances traditionnelles liées à la diversité biologique).
- Relations pacifiques Entre les communautés autochtones et locales et gouvernements locaux ou nationaux, dans le cadre des activités/interactions liées à la conservation ou à l'utilisation durable de la diversité biologique, avec mise en place de « mécanismes de résolution des différends et des griefs adaptés aux réalités culturelles et nationales si nécessaire ».
- Recherche Les communautés autochtones et locales devraient avoir la possibilité de participer activement à la recherche qui les concerne ou qui utilise leurs connaissances traditionnelles, relativement aux objectifs de la Convention, d'arrêter leurs projets et priorités en matière de recherche, de mener leurs propres recherches, y compris établir leurs instituts de recherche, et de promouvoir le renforcement de la coopération, des capacités et des compétences.
- Négociations de bonne foi
- Subsidiarité et prise de décisions
- Partenariat et coopération (pour « soutenir, maintenir et assurer l'utilisation durable de la diversité biologique et des connaissances traditionnelles. »)
- Parité des sexes (pour « tenir compte du rôle crucial que jouent les femmes des communautés autochtones et locales dans la conservation et l'utilisation durable de la diversité biologique. »)
- Participation pleine et entière/approche participative
- Confidentialité de l'information Information donnée par les populations autochtones ou locales, et des ressources, notamment « dans le cas d'information sacrée et/ou secrète. Les personnes qui travaillent avec les communautés autochtones et locales doivent savoir que des notions telles que “le domaine public” peuvent être étrangères à la culture des communautés autochtones et locales ».
- Réciprocité

## Critiques adressées à l'éthique de l'environnement

### «Écofascisme»
Les éthiques environnementales ont essuyé des critiques importantes. Luc Ferry condamne leur « fascisme » supposé, dans Le Nouvel Ordre écologique, au motif qu'elles autoriseraient « le sacrifice des individus à la communauté ». Ferry s'en prend particulièrement à l'écologie profonde (deep ecology).
Les éthiques environnementales, notamment l'éthique de la wilderness, sont parfois accusées d'être misanthropes, contre l'humanité ou rabat-joie,.

### Affaiblissement des droits humains
Yan Thomas reproche aux éthiques environnementales d'affaiblir « les droits humains préexistants tout en leur suscitant des concurrents aussi nombreux que redoutables », dans un article intitulé « Le sujet de droit, la personne et la nature ».
Pourtant, certains penseurs contemporains cherchent à dépasser cette opposition apparente entre droits humains et droits de la nature en fondant une éthique juridique sur l’idée d’un principe d’égalité de droit appliqué aux flux destructeurs des qualités de la Biosphère. Cette approche postule qu’un vivre-ensemble durable suppose de limiter également, pour tous, les contributions aux atteintes systémiques à la Biosphère, organisme vivant singulier qui nous abrite, comme les émissions de gaz à effet de serre, en respectant un principe universel de non-nuisance. Ainsi interprété, ce principe clé du respect des droits de l’Hommes reconnait ainsi que l’humanité appartient à la sphère du vivant.

### Intégration aux morales déjà existantes
Catherine Larrère soulève le problème de l'intégration des éthiques de l'environnement aux « théories morales déjà existantes ». Elle se demande quelle place on peut leur accorder. Pour résoudre cette question, Frank de Roose et Philippe Van Parijs font la proposition suivante : réserver à la sphère privée la validité des éthiques environnementales, à l'instar des convictions religieuses. Ils assimilent le respect pour la Nature au respect pour les commandements divins dans une communauté de croyants. Ils font l'objet d'une éthique privée, appartiennent à la détermination du sens de sa vie et constituent la source d'engagements personnels, mais ne sauraient être imposés dans la sphère publique de la société.